# 西哥達瓦里縣
西哥達瓦里縣是印度的一個縣，位於該國東南部，由安得拉邦負責管轄，面積7,742平方公里，每年平均降雨量1,115毫米，2011年人口3,934,782，人口密度每平方公里508人。